# ブッカー・T (プロレスラー)
ブッカー・T（Booker T、本名：Booker T. Huffman Jr.、1965年3月1日 - ）は、アメリカ合衆国のプロレスラー。テキサス州ヒューストン出身のアフリカ系アメリカ人。
WCW、WWE、TNAの各団体において、黒人レスラーのトップスターとして活躍した。

## 来歴
17歳の時にウェンディーズに強盗に入り逮捕されるも、19か月間の懲役を経て更生し、イワン・プトスキーのプロレスリング・スクールに入門、スコット・ケーシーのトレーニングを受け1989年にデビューを果たした。1992年よりダラスのインディー団体GWF（グローバル・レスリング・フェデレーション）に加入。実兄スティービー・レイとのタッグチーム、エボニー・エクスペリエンス（The Ebony Experience）を結成してGWFタッグ王座を獲得。同年10月、ケンドー・ナガサキこと桜田一男が主宰していたNOWにレイとのタッグで初来日（名義はブラック・ボンバーズ）、翌1993年3月には単独で参戦している。
1993年6月にWCWに登場。同時にチーム名をハーレム・ヒート（Harlem Heat）に改め、以後1999年にかけて、WCW世界タッグ王座を10回に渡って奪取する活躍を見せた。マネージャーにはWWFから移籍してきたシスター・シェリー（センセーショナル・クイーン・シェリー）がついていたことがある。
1995年11月、当時WCWと提携していた新日本プロレスに単独で来日。翌1996年3月にはスティービー・レイとのハーレム・ヒートとして参戦し、名古屋で橋本真也&平田淳嗣のIWGPタッグ王座にも挑戦した。
1997年下期からはシングル・プレイヤーとして活動し、1998年にはクリス・ベノワとWCW世界TV王座を巡り抗争を展開。2000年にはジェネラル・レクション率いるミスフィッツ・イン・アクションに加入し、GWF時代に一時使っていた軍人ギミックのG.I. Broというキャラクターに変身したこともある。以後、ハーレム・ヒートの再結成・再解散を経て、同年7月9日の『バッシュ・アット・ザ・ビーチ』にてジェフ・ジャレットからWCW世界ヘビー級王座を奪取。以降はWCWの主役級のポジションを獲得し、スティング、ゴールドバーグ、ケビン・ナッシュ、スコット・スタイナーといった大物達から白星を挙げ、WCW世界ヘビー級王座にも通算5回（うち2回はWWF版）戴冠している。

### WCWからWWFへ
WCW崩壊時、WWFに契約をテイクオーバーされたため『マンデー・ナイトロ』最終回で4度目のWCW世界ヘビー級王座を獲得。WCW王者としてのWWF登場当初はダイヤモンド・ダラス・ペイジらと共に試合への乱入を繰り返すも、顔見世的に行われたバフ・バグウェルとの王座戦が、バグウェルが原因で稀に見る凡戦となったこと、その他諸般の事情（WCWのTVマッチを放映する局やスポンサーが見つからなかった等）からWWF首脳陣はWCWをWWF傘下のブランドとして位置付けるのを諦め、新たにWCW/ECW連合軍のアライアンスを創り上げ、そのWCW側のエースとしてWWFに本格参戦。WWF側エースのザ・ロックと抗争を展開した。
連合軍崩壊後も、ヒールとして引き続きWWEに参戦。アライアンス側の人間はストーリー上全員解雇されたことになっていたため、WWFへ共同経営者というアングルで登場したリック・フレアーとストーン・コールド・スティーブ・オースチンに対抗すべく、ビンス・マクマホンがブッカー・Tを呼び戻すというストーリーで復帰する。オースチンとの抗争では、スーパーマーケットの中でストリートファイトを展開したこともある（試合は最後にブッカー・Tがレジに通されて終了）。WCW時代とは一変してコミカルなキャラクターを演じ、スマックダウンの試合ではリキシのスティンク・フェイスで嘔吐したこともあった。
WWFのテレビ番組分割後はRAWに参戦した。2002年にはnWoにメンバーとして参加するも、ショーン・マイケルズ加入に際してnWoを離脱。同時にベビーフェイスに転向、2003年の『レッスルマニア19』ではトリプルHの世界ヘビー級王座に挑戦した。
2004年3月にRAWからスマックダウンへ移籍。再度のヒールターンを行うも、その後ジョン・ブラッドショー・レイフィールドおよびオーランド・ジョーダンとの抗争でベビーフェイスに戻る。ブッカーがレイフィールドを裏切った瞬間、場内は瞬く間に歓声へと変わった。
私生活では2005年3月、元WCWのナイトロ・ガールスのシャーメルと結婚。なお、シャーメルもディーヴァとしてWWEに出演している。

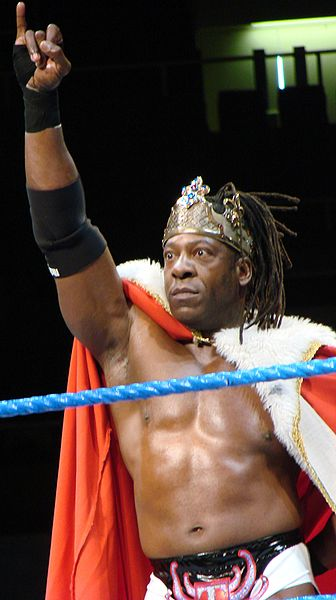
キング・ブッカー（2007年）

WWEではベビーフェイスとヒールを頻繁に行き来し、シャーメルのWWE登場時にカート・アングルと抗争していたときはベビーフェース、クリス・ベノワからUS王座を獲得して以降はヒールとして活動。そのUS王座を賭けたクリス・ベノワとの七番勝負の最中に負傷し、ランディ・オートンに代理参戦を依頼。結果、戦わずしてUS王座を手に入れた。2006年の『ノー・ウェイ・アウト』でベノワにUS王座を奪還された後はブギーマンと抗争。5月の『ジャッジメント・デイ』でのキング・オブ・ザ・リング決勝戦においてはボビー・ラシュリーを破って優勝。その後、「国王」を自称しリングネームをキング・ブッカー（King Booker）と改めた。

### 王座獲得からTNAへ
その後ウィリアム・リーガル、フィンレーと手を組み、世界ヘビー級王者のレイ・ミステリオと抗争。『グレート・アメリカン・バッシュ2006』にて王座戦を行い、ミステリオに味方していたチャボ・ゲレロの介入により王座を奪取した。
2007年6月11日、RAWで行われたドラフトによりスマックダウンから再びRAWに移籍。約3年ぶりにRAWに戻ることとなった。その後、RAW解説者であるジェリー "ザ・キング" ローラーとキングの称号を巡り抗争したが、同年8月の『サマースラム2007』でのトリプルHとの試合を最後に、9月にシャメールと共にWWEを解雇された。
2007年11月よりTNAに参戦。スティングのミステリー・パートナーとして登場し、観客からも大きな声援で迎えられ、リングネームもブッカー・Tに戻した。

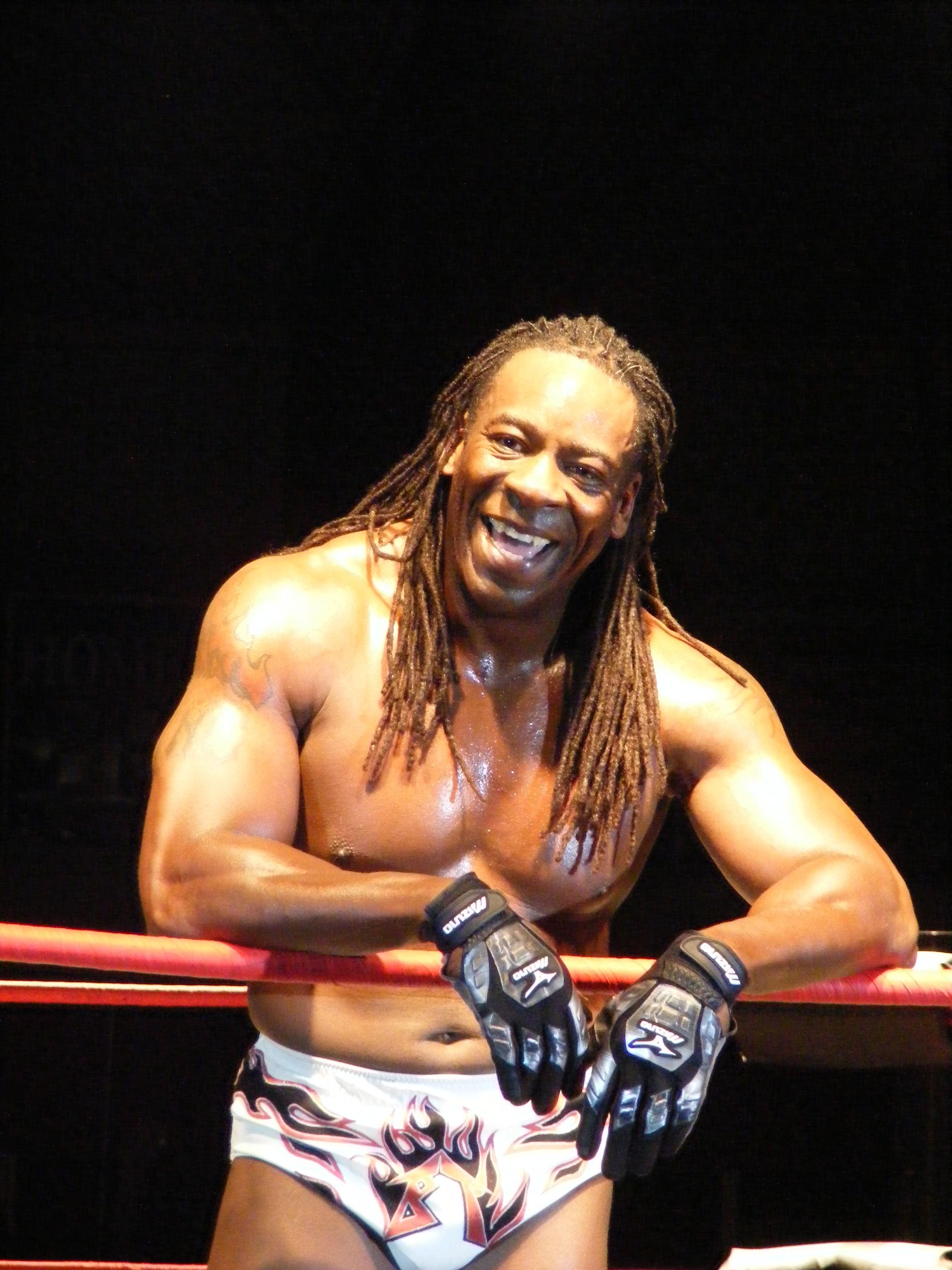
TNA参戦時（2008年）

同年12月20日、IGF興行『GENOME2』に参戦予定だったが、IGFの書類不備により出場がキャンセルされた。2008年2月16日に来日が実現し、IGF興行『GENOME3』にてTAJIRIに勝利した。
2009年10月26日、TNAを離脱。2010年9月にはメキシコのPerros del Malに登場した。

### WWE復帰
2011年1月30日、WWEの『ロイヤルランブル2011』にて21番目にサプライズ登場。リング上を制圧していたネクサス相手に一人で立ち向かう形となるも、ブック・エンド（Book End）、スピン・ルーニー（Spin-a-Rooney）を見せ健在ぶりをアピールした。しかし、直後にメイソン・ライアンによってリング外へ落とされ、短時間での退場となった。その後WWEと長期契約を交わし、2月4日のスマックダウンにおいてカラー・コメンテーターとして登場した。
2011年4月より復活したタフイナフ（日本では未放送）ではトレーナーを担当。6月6日のRAWではシングル戦に復帰し、ジャック・スワガーからリングアウト勝ちを収め、最後はエヴァン・ボーンとのダブル・スピンルーニーを見せた。
WWE復帰後は主にカラー・コメンテーターで活動し、選手としてはセミリタイア状態だったものの、2011年12月18日の『TLC 2011』ではコーディ・ローデスのインターコンチネンタル王座に挑戦。翌2012年1月29日の『ロイヤルランブル2012』では、実況席での解説の途中、17番目の選手としてランブル戦に参戦した（コーディ・ローデスとドルフ・ジグラーによって13番目に退場）。同年8月には、ビンス・マクマホンからスマックダウンのGMに任命された。
2013年、WWE殿堂入り。4月6日にマディソン・スクエア・ガーデンにて行われた顕彰セレモニーでは、実兄のスティービー・レイがインダクターを務めた。
2015年1月、RAWの解説者となった。
2019年4月6日、スティービー・レイとのハーレム・ヒートとして、再びWWE殿堂に迎えられた。

## 得意技

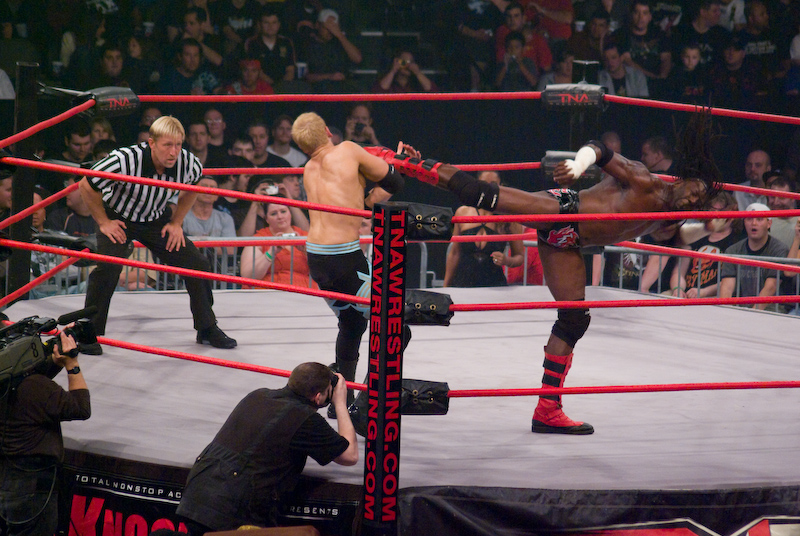
クリスチャン・ケイジにスーパーキックを放つブッカー・T

シザース・キック
WCW若手時代はゲット・ブラスター、以後はアックス・キックと呼ばれた。
前屈状態の相手に、走りこんでジャンピング式の踵落としを決める。
WCW時代は繋ぎ技であったが、WWE時代はシザース・キックの名称と共に必殺技としていた。
ブック・エンド
膝からマットに着地する形のロック・ボトム。
ハーレム・サイドキック
ジャンプして、足の外側を相手の顔面に叩き込む技。
ミサイルキック
フォームの美しさ、飛距離、破壊力共にあり、若手時代は必殺技としても使用していた。この他、バックキックやスピンキック、スーパーキック、ジャンピング式のスーパーキックなど、足の長さや跳躍力を活かした蹴り技を得意としている。
ヒューストン・ハング・オーバー / ハーレム・ハング・オーバー
トップロープから前方一回転してのダイビング・レッグ・ドロップ。大一番でしか使用しない危険技。この技でビッグ・ショーから勝利を収めたこともある。ハーレム・ヒート時代は、スティービー・レイのサイドウォーク・スラムに続いてこの技を放つ合体攻撃を見せていた。
110thストリート・クラッシュ
スパインバスターと同型。
スピン・ルーニー
マットに片膝をついた状態で左手を見つめ、その後おもむろにブレイクダンスのウィンドミルを行う。つまり、相手には一切のダメージを与える事が無い。いわゆる「見せ技」の極致にあるムーブであるが、ブッカーTの代名詞的なものとなっており、WWE殿堂入りセレモニーにおいても披露した。試合の重要局面や決着後にパフォーマンスする事が多いが、終えた直後に待機していたレスラーの反撃を喰らう場面もある。
ジョン・シナが「ファイブ・ナックル・シャッフル」を放つ時のポーズにも似ているが、ブッカーの方が先に考案、披露した。シナが掌を左右に振るのに対し、ブッカーは掌は動かさずにそれを見つめる自分の頭を上下左右に振るのが特徴である。

## 決め台詞
以下は代表的な決め台詞。括弧内は日本語訳。
- Save the drama for your mama!
- Don't hate the player, Hate the game!
- Tell me you didn't just say that! （言ってないよな? そんなこと言ってないと言ってくれ）
- Can you dig it, Sucka?! （判ったかこのタコッ!）
- I am the 5 time, 5 time, 5 time, 5 time, 5 time WCW Champion!

## 獲得タイトル
WCW
- WCW世界ヘビー級王座 : 4回

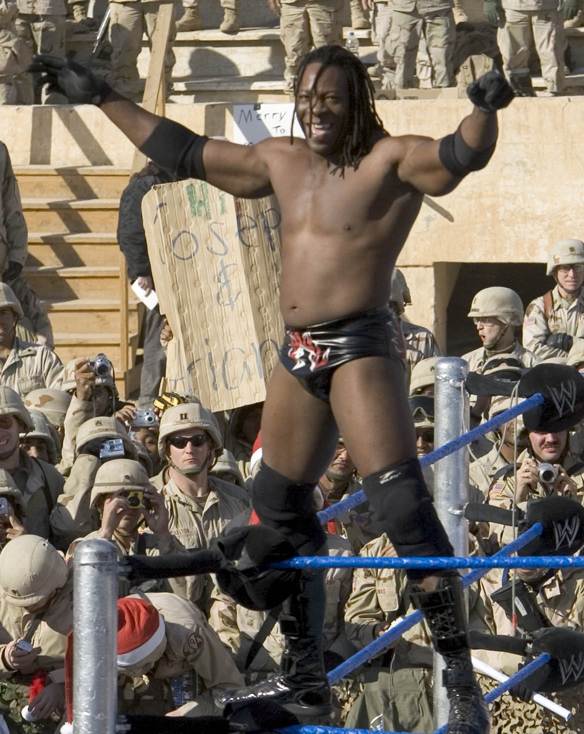
2006年

- WCW世界タッグ王座 : 10回（w / スティービー・レイ×10）
- WCW世界TV王座 : 6回
- WCW・USヘビー級王座 : 1回

WWF / WWE
- WCW王座 : 1回
- WCWタッグ王座 : 1回（w / テスト）
- 世界ヘビー級王座 : 1回
- IC王座 : 1回
- WCW・US王座 / US王座 : 3回
- 世界タッグ王座 : 3回（w / テスト、ゴールダスト、ロブ・ヴァン・ダム）
- ハードコア王座 : 2回
- グランドスラム
- トリプルクラウン
- キング・オブ・ザ・リング優勝 : 2006年度
- WWE殿堂 : 2013年度、2019年度（ハーレム・ヒートとして）

TNA
- レジェンズ王座 : 1回
- TNA世界タッグチーム王座 : 1回（w / スコット・スタイナー）

GWF
- GWFタッグ級王座 : 3回（w / スティービー・レイ）

LVPW
- LVPW・UWFヘビー級王座 : 1回

PWA
- PWAヘビー級王座 : 1回

TAP
- TAPヘビー級王座 : 1回

ROW
- ROWタッグ王座 : 1回 (w / スティービー・レイ)

## 入場曲
- Can You Dig It?
- Rap Sheet
- Dead White Guys
- Sucka
- Main Event Mafia

## 追記
- 2002年4月に、ヒューストンに自身の経営する店を開業させた。音楽、テレビゲーム、ヒップホップ関連商品を取り扱っている。
- 2006年2月に、SmackDown!横浜アリーナ大会でWWEとして初来日の予定だったが、ケガのため不参加。なお前年同時期の2005年2月5日に行われたテレビショーさいたまスーパーアリーナ大会は自身の結婚のため不参加。WWE在籍時の来日は実現しなかった。
- 2006年より、地元のヒューストンにてインディー団体 "Pro Wrestling Alliance" を兄のスティービー・レイと共に主宰している[13]。
- 決め台詞の「5 time WCW champion」が定着していることが災いしてか、WWE移籍後にWCWヘビー級王座から陥落して以降は、後継王座である世界ヘビー級王座には一度も戴冠できていなかったが、The Great American Bash 2006にて王座戴冠を果たした。